# Lyskovskij rajon
Il Lyskovskij rajon (in russo Лысковский район?) è un rajon dell'Oblast' di Nižnij Novgorod, nella Russia europea; il capoluogo è Lyskovo.